# Ngọc Khuê (ca sĩ)
Phạm Ngọc Khuê (sinh ngày 27 tháng 3 năm 1982) là nữ ca sĩ người Việt Nam.
Ngọc Khuê được đông đảo khán giả biết đến và yêu mến sau chương trình Bài Hát Việt 2005 khi cô thể hiện thành công ca khúc "Bà Tôi".

## Tiểu sử
Ngọc Khuê là con gái của nhạc sĩ kiêm hoạ sĩ Phạm Ngọc Khôi, Ngọc Khuê là người duy nhất trong ba chị em theo nghiệp của bố, 7 tuổi đã "có chân" trong đội hình của đội ca Hoạ mi Cung thiếu nhi Hà Nội.
Với một chất giọng trong trẻo, thánh thót, mang đặc trưng riêng của dòng nhạc dân gian đã tạo nên một Ngọc Khuê lạ lẫm không giống bất cứ ca sĩ nào trong thị trường âm nhạc hiện nay.

## Sự nghiệp
Ngọc Khuê đã chinh phục thính giả yêu nhạc bằng chất giọng giả thanh độc đáo và cách nhả chữ điêu luyện. Khi bước vào cuộc thi Tiếng hát Truyền hình Sao Mai năm 2003, Ngọc Khuê không sử dụng lối hát quen thuộc vốn ăn điểm ban giám khảo với bài hát truyền thống và nhạc opera mà dùng lối hát giả thanh thể hiện xuất sắc tác phẩm "Bên bờ ao nhà mình" của Lê Minh Sơn. Lúc đó, công chúng và cả người chấm thi mới ngạc nhiên thú vị trước sự trình diễn của cô gái 20 tuổi này. Chính các ca khúc "Cặp ba lá", "Chuồn chuồn ớt", "Người ở người về" và "Đá trông chồng" làm nên tên tuổi Ngọc Khuê, cô ca sĩ "dấn thân" vào những tác phẩm "gai góc".
Sau khi đoạt giải nhì trong cuộc thi Sao Mai 2003 và hoàn thành album đầu tay "Bên bờ ao nhà mình" trong vòng hai tháng, Ngọc Khuê nhanh chóng tiếp thị tên tuổi của mình trong cuộc thi tiếp theo là Sao Mai điểm hẹn 2004.
Sau khi đoạt giải nhì cuộc thi Sao Mai năm 2003, Ngọc Khuê tiếp tục thể hiện mình với cuộc thi Sao Mai Điểm Hẹn 2004, cô cũng đã giành được giải thưởng do Hội đồng nghệ thuật bình chọn.
Ca sĩ Ngọc Khuê tốt nghiệp loại xuất sắc chuyên ngành Thanh Nhạc tại trường Đại học Văn hoá nghệ thuật Quân Đội, tiếp tục học và nhận bằng cao học loại xuất sắc tại Đại học Văn hóa Hà Nội.
Từ năm 2012, Ngọc Khuê làm giảng viên Thanh Nhạc tại trường Đại học Văn hoá Hà Nội.
Cống hiến hết mình, khai thác và giúp đỡ những tài năng sinh viên hết mình và cô còn là thành viên Ban giám khảo, hội đồng cố vấn các cuộc thi thực tế trên truyền hình : Việt Nam Idol; The Voice; Giọng hát Việt nhí; Sao Mai, Gương mặt thân quen và Nhí tài năng.
Ngoài ra cô còn nhận đỡ đầu các em nhỏ tại làng trẻ Birla Hà Nội từ năm 2008; là đại sứ bảo vệ môi trường UNESCO, đại sứ quỹ từ thiện BritCham Charity Fun Run (về Giáo dục, y tế sức khỏe, phòng chống thiên tai) nhằm giúp đỡ cuộc sống của những người dân Việt Nam.

## Danh sách đĩa nhạc
Album phòng thu:
- Vol 1. Bên Bờ Ao Nhà Mình (2004)
- Vol 2. Ơ Kìa (2006)
- Vol 3. 365.hanoi.nk (2008)
- Giọt Sương Bay Lên (2007)
- Dạo Chơi - 20th Anniversary Edition (2025)

Album hợp tác:
- Phạm Duy Vol 5: Phượng Yêu (2008) - ca khúc Bài ca sao
- Hoa Sữa Đầu Mùa (2009) - ca khúc Gọi tôi Hà Nội
- Một Khúc Sông Hồng (2010) - ca khúc Cò về phố
- Nguyễn Duy Hùng 12h (2010) - ca khúc Thư pháp
- Phía Không Người (2012) - ca khúc Rêu phong  và Mùa đông đi học
- Giữa Hai Chiều Quên Nhớ (2014) - ca khúc Mùa xưa
- Trọn Một Kiếp Yêu (2020) - song ca cùng ca sĩ Đức Tuấn ca khúc Duyên kiếp

## Video âm nhạc
- Nhớ Mùa Thu Hà Nội (st: Trịnh Công Sơn)
- Thư Pháp (st: Nguyễn Duy Hùng)
- Ông Tôi (st: Nguyễn Vĩnh Tiến)
- Cảm Giác Yêu (st: Nguyễn Vĩnh Tiến)
- Lạc (st: An Thuyên)
- Gọi Tôi Hà Nội (st: Trịnh Minh Hiền) - DVD "Nồng Nàn Hà Nội"

Riêng ca khúc Cảm Giác Yêu là một trong hai ca khúc do nhạc sĩ Nguyễn Vĩnh Tiến sáng tác nằm trong album hát về Hà Nội Vol 3. 365.hanoi.nk  (2008) có tới 2 video âm nhạc được ra mắt. Video đầu tiên được quay vào năm 2010 bởi đạo diễn Nguyễn Anh Dũng, lấy bối cảnh nửa đầu video là Ngọc Khuê ở trong phòng thu âm và nửa sau là cảnh ở một đầm sen. Còn video thứ hai được thực hiện năm 2013 bởi đạo diễn Nguyễn Ngọc Chiến, lấy bối cảnh gần gũi với thiên nhiên như thảm cỏ, hồ nhân tạo và hình ảnh những người nhạc công kéo Violin và Cello xuyên suốt video tạo nên không gian lãng mạn và thoải mái tới người xem.

## Phim
- Bộ tứ 10A8 (2009-2010) - vai Thầy bói
- Cả Ngố (2010) - vai Con gái Phú ông
- Quan Tiền - Quan Trạng (2016) - vai Thị Mầu

## Bài hát
- Áo Trắng Em Qua
- Gọi Tôi Hà Nội
- Cặp Ba Lá
- Giọt Sương Bay Lên
- Cốm Làng Vòng
- Cảm Giác Yêu
- Tình Tang
- Bà Tôi
- Tóc Thả Thuyền Trôi
- Ơi Con Chim Chào Mào
- Trai Làng tôi
- Lời Hát Vòng Nước Xoáy
- Ơ Kìa
- Em Không Vào Chùa
- Chim Bông Lau Tìm Bóng
- Giấc Mơ Dai Dẳng
- Người Ở Người Về
- Đá Trông Chồng